# 大簇补血草
大簇补血草（学名：Limonium chrysocomum var. semenowii）为白花丹科补血草属下的一个变种。

## 扩展阅读
- 維基物種上的相關：大簇补血草